# Pacuvi Calavi
Pacuvi Calavi (llatí: Pacuvius Calavius) va ser un magistrat de Càpua, que formava part d'una família influent a la ciutat, els Calavi. Era un home de gran influència a la ciutat, i que segons els relats romans havia adquirit el seu poder a través d'arts malignes.
Després de la victòria d'Hanníbal a la batalla del llac Trasimè va ser investit amb la magistratura principal de Càpua. Tenia raons per creure que els habitants de Càpua eren hostils al senat i volien entregar-lo als cartaginesos. Volien que Hanníbal ocupés la ciutat i matés als senadors. Per a evitar-ho i assegurar la seva ascendència sobre les dues parts, va reunir al senat i va declarar que estava en contra d'una revolta contra Roma, ja que ell mateix estava casat amb una dama romana (filla d'Api Claudi) i la seva filla s'havia casat amb un romà. Llavors va declarar que el poble es volia revoltar i que només ell podia dominar aquest sentiment i salvar als senadors si li donaven el comandament. El senat, atemorit, hi va accedir i llavors va fer tancar a tots els senadors a l'edifici, va fer vigilar les portes perquè ningú hi entrés ni sortís, va reunir a la gent i els va dir que els senadors eren els seus presoners, aconsellant que els sotmetessin a judici, però que no se n'executés cap fins a haver-ne elegit un de més bo. La sentència de mort es va pronunciar ràpidament contra el primer senador jutjat, però no va ser fàcil escollir-ne un de millor. Les disputes sobre el successor es van tornar ferotges, i el poble, cansat, va veure que el procediment no era adequat. Van decidir que els senadors conservessin els seus càrrecs i fossin alliberats.
Amb aquesta decisió Calavi havia obligat els senadors a estar-li agraïts, i a reconciliar-se amb el poble. Així va poder induir als capuans que acceptessin la causa d'Hanníbal. Després de la batalla de Cannes l'any 216 aC, Hanníbal va fixar els seus quarters d'hivern a Càpua. Perol·la Calavi, el fill de Pacuvi, havia estat un dels opositors i cap de les accions contra Hanníbal, però per influència del seu pare el comandant cartaginès el va perdonar i fins i tot el va convidar a un banquet, on van anar pare i fill. El fill anava armat, i va explicar al seu pare que volia matar Hanníbal, però Pacuvi va aconseguir convèncer-lo que no ho fes.